# ポルトガル語諸国共同体
ポルトガル語諸国共同体（ポルトガルごしょこくきょうどうたい、ポルトガル語: Comunidade dos Países de Língua Portuguesa, CPLP）は、ポルトガル語を公用語とする諸国によって構成される国際機関。加盟国が対等の立場で政治、経済、文化の面で協力することを目的として1996年7月17日に結成された。ポルトガル語の普及にも力をいれている。加盟国の人口総数2億2300万人、面積10,742,000平方キロに及ぶ。

## 組織
- 事務局: リスボンに設置
- 議長国: 2年交代で再任可
- 国家元首会議: 2年に1度開催
- 外相会議: 毎年開催
- 常任運営委員会: 月次会合

## 加盟国
| 国                   | 状態         | 加入年 | 公用語                                       |
| -------------------- | ------------ | ------ | -------------------------------------------- |
| アンゴラ             | 加盟国       | 1996   | ポルトガル語                                 |
| ブラジル             | 加盟国       | 1996   | ポルトガル語                                 |
| カーボベルデ         | 加盟国       | 1996   | ポルトガル語、カーボベルデ・クレオール語     |
| ギニアビサウ         | 加盟国       | 1996   | ポルトガル語                                 |
| モザンビーク         | 加盟国       | 1996   | ポルトガル語                                 |
| ポルトガル           | 加盟国       | 1996   | ポルトガル語                                 |
| サントメ・プリンシペ | 加盟国       | 1996   | ポルトガル語                                 |
| 東ティモール         | 加盟国       | 2002   | ポルトガル語、テトゥン語                     |
| モーリシャス         | オブザーバー | 2006   | モーリシャス・クレオール語、英語、フランス語 |
| セネガル             | オブザーバー | 2008   | フランス語                                   |
| 赤道ギニア           | 加盟国       | 2014   | ポルトガル語、スペイン語、フランス語         |
| ジョージア           | オブザーバー | 2014   | グルジア語                                   |
| 日本                 | オブザーバー | 2014   | 日本語                                       |
| ナミビア             | オブザーバー | 2014   | 英語                                         |
| トルコ               | オブザーバー | 2014   | トルコ語                                     |
| チェコ               | オブザーバー | 2016   | チェコ語                                     |
| スロバキア           | オブザーバー | 2016   | スロバキア語                                 |
| ハンガリー           | オブザーバー | 2016   | ハンガリー語                                 |
| ウルグアイ           | オブザーバー | 2016   | スペイン語                                   |
| アンドラ             | オブザーバー | 2018   | カタルーニャ語                               |
| アルゼンチン         | オブザーバー | 2018   | スペイン語                                   |
| チリ                 | オブザーバー | 2018   | スペイン語                                   |
| フランス             | オブザーバー | 2018   | フランス語                                   |
| イタリア             | オブザーバー | 2018   | イタリア語                                   |
| ルクセンブルク       | オブザーバー | 2018   | フランス語、ドイツ語、ルクセンブルク語       |
| イギリス             | オブザーバー | 2018   | 英語                                         |
| セルビア             | オブザーバー | 2018   | セルビア語                                   |
| カナダ               | オブザーバー | 2021   | 英語、フランス語                             |
| ギリシャ             | オブザーバー | 2021   | ギリシア語                                   |
| インド               | オブザーバー | 2021   | ヒンディー語・英語・他22指定言語             |
| アイルランド         | オブザーバー | 2021   | アイルランド語、英語                         |
| コートジボワール     | オブザーバー | 2021   | フランス語                                   |
| カタール             | オブザーバー | 2021   | アラビア語                                   |
| スペイン             | オブザーバー | 2021   | スペイン語                                   |
| ペルー               | オブザーバー | 2021   | スペイン語・ケチュア語・アイマラ語           |
| ルーマニア           | オブザーバー | 2021   | ルーマニア語                                 |
| アメリカ合衆国       | オブザーバー | 2021   | 英語                                         |

ほか欧州連合、G7+、イベロアメリカ首脳会議、イベロアメリカ諸国機構がオブザーバー参加している。

### 加盟希望国・地域
ポルトガル語が使用される場合は太字で掲載する。特に記述のない場合公用語
- アルバニア - アルバニア語
- オーストラリア - 英語
- クロアチア - クロアチア語
- インドネシア - インドネシア語
- 韓国 - 朝鮮語
- モロッコ - アラビア語・ベルベル語
- フィリピン - 英語・フィリピン語
- エスワティニ - スワジ語・英語
- 台湾 - 中国語
- ウクライナ - ウクライナ語
- ベネズエラ - スペイン語。一部移民がポルトガル語を使用
- ガリシア州（スペイン）
  - ポルトガル語と同じルーツをもつガリシア語を話す住民が多いため、ポルトガル語諸国共同体に参加を希望しているが、現状、参加できていない。CPLPは、スペインに対してガリシアに自治権を付与するように要望している。
- ゴア州（インド） - 英語・コンカニ語。ポルトガル統治時代の名残でポルトガル語話者もいる
- マラッカ州（マレーシア） - 公用語はマレー語。ポルトガル統治時代がありポルトガル語話者もいる。
- マカオ特別行政区（中国）- 中国語・広東語・ポルトガル語